# Algebraïsche functie
In de algebra is een algebraïsche functie een functie die de wortel is van een vergelijking, waar polynomen in voorkomen. In veel gevallen kunnen zulke functies worden uitgedrukt in een eindig aantal termen, waarbij alleen van de algebraïsche bewerkingen optellen, vermenigvuldigen en machtsverheffen, eventueel tot een gebroken macht, gebruik wordt gemaakt. Voorbeelden zijn:
{\displaystyle f(x)={\frac {1}{x}},\ f(x)={\sqrt {x\ }},\ f(x)={\frac {\sqrt {1+x^{2}\ }}{x-{\sqrt[{3}]{x\ }}}}}
Niet iedere algebraïsche functie kan  zo worden uitgedrukt, zoals is aangetoond door Évariste Galois en Niels Abel. Een voorbeeld is de algebraïsche functie {\displaystyle f(x)}, gedefinieerd door de vijfdegraadsvergelijking  
{\displaystyle (f(x))^{5}+(f(x))^{4}+x=0}

## Definitie
Een algebraïsche functie in een variabele is een functie {\displaystyle y=f(x)}, die voldoet aan een algebraïsche vergelijking van de vorm:
{\displaystyle a_{n}(x)y^{n}+a_{n-1}(x)y^{n-1}+\ldots +a_{0}(x)=0}
waarin de coëfficiënten zelf ook weer polynomen zijn. 
In dit geval is er een variabele. Meer in het algemeen mogen de coëfficiënten ook polynomen in meer variabelen zijn. Een functie die niet algebraïsch is, wordt een transcendente functie of een niet-algebraïsche functie genoemd.